# الکساندر خاپالیس
الکساندر خاپالیس (روسی: Александр Антонович Хапсалис؛ زادهٔ ۱۷ اکتبر ۱۹۵۷) بازیکن فوتبال اهل اتحاد جماهیر شوروی سوسیالیستی است.
از باشگاه‌هایی که در آن بازی کرده‌است می‌توان به باشگاه فوتبال غیرت، باشگاه فوتبال دینامو مسکو، و باشگاه فوتبال دینامو کی‌یف اشاره کرد.
وی همچنین در تیم‌های ملی فوتبال اوکراین و شوروی بازی کرده‌است.